# أجسام هاسل-هينل
أجسام هاسل-هينل هي أجسام صغيرة شفافة كزوائد على السطح الخلفي من غشاء ديسميه في محيط القرنية. تحتوي هذه الأجسام على مادة كولاجينية تملأ العديد من الشقوق والصدوع في بطانة القرنية. الحالة مرتبطة عادة مع عملية الشيخوخة.
سُميت أجسام هاسل-هينل على اسم الطبيب البريطاني آرثر هيل هاسال (1817-1894) وعالم التشريح الألماني فريدريش غوستاف جاكوب هنلي (1809-1885). لذا يُشار إليها في بعض الأحيان باسم بثور هاسال–هنلي أو ثئاليل هنلي.